# Macho Camacho (platillo)
Macho Camacho es el nombre con el que se conoce a un platillo típico de la ciudad de La Paz, Bolivia. 

## Historia y consumo
El platillo nació como una iniciativa de las vendedoras del Mercado Camacho, ubicado en el centro de La Paz,  en ocasión de la inauguración del nuevo edificio del mercado, el año 2010. El denominativo "macho" se debe a que el platillo lleva bastante locoto y "Camacho" pues se vende en el mercado del mismo nombre. 
"Es macho porque en la chorrellana lleva mucho locoto y es Camacho porque aquí lo hemos creado, todas juntas".
Algunas vendedoras también asemejan el nombre de este platillo al del tradicional pique macho cochabambino.
El macho Camacho se suele consumir en la denominada "sajra hora" y hora de la merienda por la mañana, como un alimento que brinda energía. 

## Ingredientes
Los ingredientes de este platillo son salchicha, carne de res, huevo, cebolla, tomate, pimentón y locoto, todo acompañado de pan (generalmente una marraqueta) y una bebida caliente a elección de los consumidores (puede ser sultana, café, té o alguna infusión).